# ژائو شاشا
ژائو شاشا (انگلیسی: Zhao Shasha؛ زادهٔ ۱۷ سپتامبر ۱۹۸۷) کشتی‌گیر زن اهل چین است. وی در بازی‌های المپیک تابستانی ۲۰۱۲ شرکت کرده‌است.